# Семидворье (Крым)
Семидво́рье (укр. Семидвір'я, крымскотат. Yedi Ev, Еди Эв) — посёлок на Южном берегу Крыма. Входит в Городской округ Алушта Республики Крым (согласно административно-территориальному делению Украины — в составе Лучистовского сельсовета Алуштинского горсовета Автономной Республики Крым).
Посёлок на Южном берегу Крыма, из 6 дворов для персонала, ранее пионерлагеря, сейчас — «оздоровительный комплекс» того же названия.

## Население
| 2001 | 2014 |
| ---- | ---- |
| 11   | ↗102 |

Всеукраинская перепись 2001 года показала следующее распределение по носителям языка:
| Язык       | Число жит. | Процент |
| ---------- | ---------- | ------- |
| русский    | 9          | 81,82   |
| украинский | 2          | 18,18   |

## Современное состояние
На 2018 год в Семидворье, согласно КЛАДР числится около 25 улиц, переулков и микрорайонов, при этом сервис Яндекс.Карты показывает всего 1 улицу — Семидворскую и 4 переулка; на 2009 год, по данным сельсовета, село занимало площадь 507 гектаров на которой, в 6 дворах, проживало 18 человек.

## География
Семидворье расположено на юго-восточном побережье Крыма, на берегу Чёрного моря, у устья реки Едыфлер (балка Семидворская), высота центра селения над уровнем моря 58 м.
Находится на северо-восток от Алушты, примерно в 12 километрах (по шоссе), ближайшая железнодорожная станция — Симферополь-Пассажирский — примерно в 52 километрах. Транспортное сообщение осуществляется по региональной автодороге 35Н-004 от шоссе Алушта — Судак (по украинской классификации — С-0-0104).

## История
Вероятно, на месте нынешнего Семидворья в средние века существовало некое поселение, поскольку в 1873 году В. Х. Кондараки в своей книге «Универсальное описание Крыма» писал: «…Местность, имеющая признаки древняго поселения, отстоит в нескольких верстах от оврага св. Иоанна и именуется Еды-ев или Гептаснитие». На холме Тузлух, в пределах селения, раскопаны остатки средневекового двухапсидного храма (одного из двух, обнаруженных в Крыму) постройки второй половины VII — начала VIII века, просуществовавшего до х века и вторично существовавшего в XIV—XV веке. Шарль Монтандон в своём «Путеводителе путешественника по Крыму, украшенный картами, планами, видами и виньетами…» 1834 года упоминает Семидворье, как казачий пост береговой стражи. Некое поселение Семидворье (на территории Алуштинской волости Ялтинского уезда) обозначено на верстовой карте 1893 года, но без указания числа дворов — в путеводителе «Крым» 1929 года в Еды-евлере упоминается бывшее имение профессора Брандта (в Статистическом справочнике Таврической губернии. Ч.II-я. Статистический очерк, выпуск восьмой Ялтинский уезд, 1915 год в Алуштинской волости Ялтинского уезда числится имение Брандт А. А., приписанное к деревне Демерджи, с 1 двором без населения. Также Семидворье отмечено на карте Стрельбицкого 1920 года, картах 1924, в составе Ялтинского района. На 1928 год, согласно Атласу СССР 1928 года, Семидворье входило в Карасубазарский район. Постановлением ВЦИК от 30 октября 1930 года был образован Алуштинский татарский национальный район (по другим данным — в 1937 году) и селение включили в его состав. Семидворье обозначено на километровой карте 1941 года и двухкилометровке РККА 1942 года, но в учётных довоенных документах не встречается.
С 25 июня 1946 года Семидворье в составе Крымской области РСФСР, а 26 апреля 1954 года Крымская область была передана из состава РСФСР в состав УССР. На 15 июня 1960 года Семидворье уже числилось в составе Лучистовского сельсовета. 1 января 1965 года, указом Президиума ВС УССР «О внесении изменений в административное районирование УССР — по Крымской области», Алуштинский район был преобразован в Алуштинский горсовет и Семидворье включили в его состав. В статистических документах посёлок впервые в справочнике «Крымская область. Административно-территориальное деление на 1 января 1968 года». По данным переписи 1989 года в Семидворье проживал 191 человек. С 12 февраля 1991 года село в восстановленной Крымской АССР, 26 февраля 1992 года переименованной в Автономную Республику Крым. С 21 марта 2014 года в составе Крыма аннексировано Россией, с 5 июня 2014 года — в Городском округе Алушта.